# Союз 37
Союз 35 е съветски пилотиран космически кораб, който извежда в Космоса седмата посетителска експедиция на орбиталната станция Салют-6.

## Екипажи

### При старта

#### Основен
- Виктор Горбатко (3) – командир
- Фам Туан (1) – космонавт-изследовател

#### Дублиращ
- Валери Биковски – командир
- Тан Лием Буи – космонавт-изследовател

### При приземяването
- Леонид Попов – командир
- Валерий Рюмин – бординженер

## Параметри на мисията
- Маса: 6800 кг
- Перигей: 197,8 (345) km
- Апогей: 293,1 (358,2) km
- Наклон на орбитата: 51,64°
- Период: 89,12 мин

## Програма
Първи полет на гражданин от Виетнам, първи азиатец в космоса, седма посетителска експедиция на борда на станцията „Салют-6“. По това време там се намира четвъртият дълговременен екипаж Леонид Попов и Валерий Рюмин.
Това е шестият полет по програма „Интеркосмос“, по която военни пилоти от т. нар. Източен блок осъществяват космически полети с продължителност от около 8 денонощия до съветска космическа станция.
Освен политическата цел по време на полета са проведени около 30 научни експерименти и изследвания. Те включват наблюдение на Земята (особено района на Виетнам), медицински прегледи (тестове на белодробните функции) и проучвания за растежа на някои видове виетнамски водорасли.
Съвместната работа на четиримата космонавти продължава около 7 денонощия.
Екипажът се приземява с кораба Союз 36, а „Союз 37“ остава скачен за „Салют 6“, с който по-късно ще се завърне основната експедиция на станцията.
На 1 август 1980 г. екипажът прави прехвърляне на кораба „Союз 37“ от кърмовия към предния скачващ възел на космическата станция. Те разкачат „Союз 37“ и се отдалечават на разстояние от около 100-200 метра. От центъра за управление на полета подават команда на станцията „Салют 6“ да се завърти на 180°, с предния скачващ възел пред чакащия космически кораб „Союз 37“. Това се прави с цел да се освободи кърмовият възел на станцията за следващите товарни кораби Прогрес.
При приземяването си екипажът Попов – Рюмин поставя нов рекорд за продължителност на престоя в космоса – 4436 часа и 12 минути (184 денонощия и 20 часа и 12 минути). Валерий Рюмин поставя нов рекорд за обща продължителност на престоя в космоса за три полета – 8685 часа и 34 минути (361 денонощия 21 часа и 34 минути).